# Мостостроение

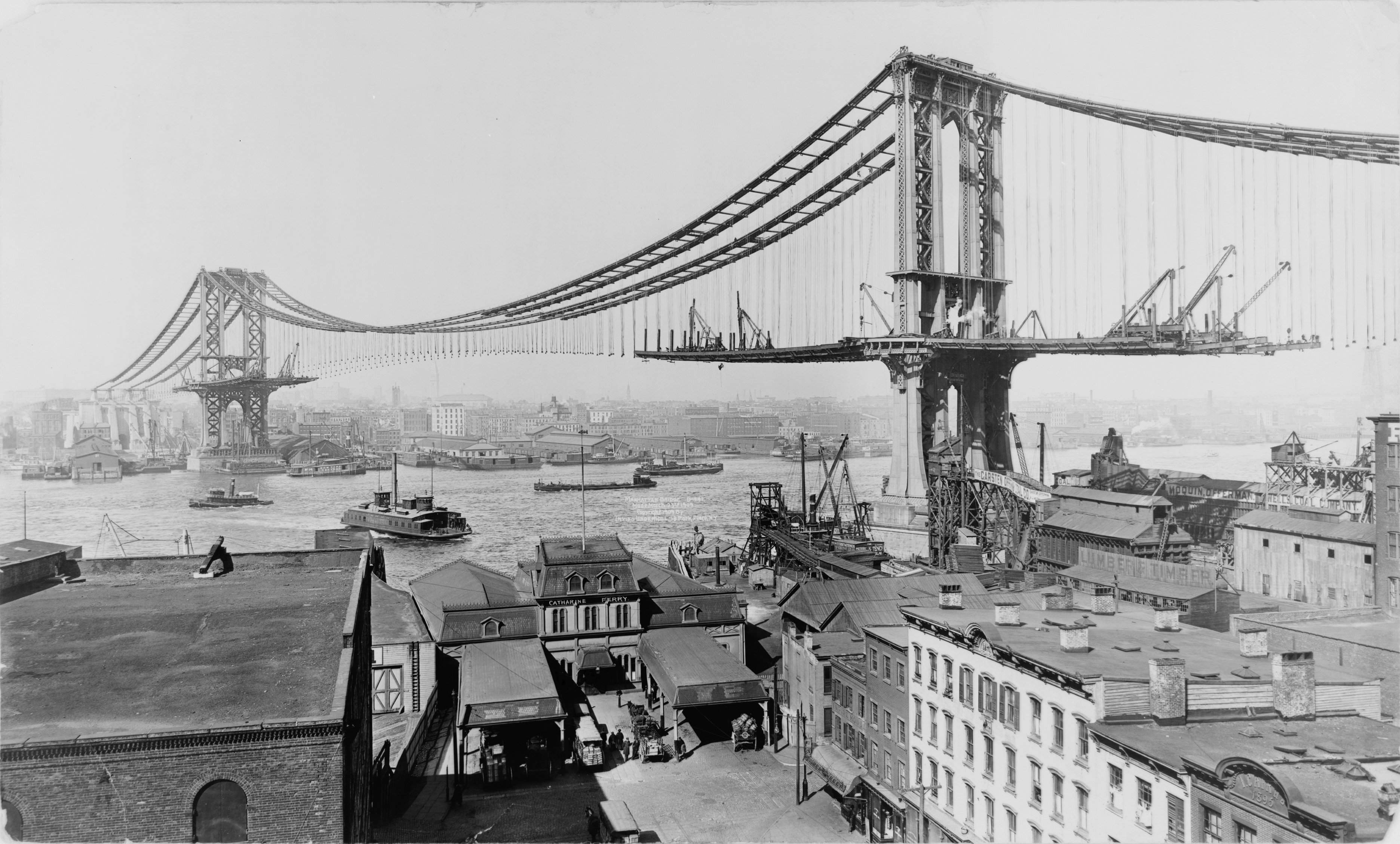
Строительство Манхэттенского моста.

Мостострое́ние, Строительство мостов — создание инженерных конструкций, обеспечивающих людям и транспортным средствам беспрепятственный проход или проезд через природные и рукотворные препятствия: реки, проливы, каналы, овраги, каньоны, водотоки, долины, другие дороги, и соединяющих в единую сеть подобные транспортные системы.
Мосты являются незаменимыми связующими звеньями коммуникаций. Они резко увеличивают возможности перемещения людей и грузов. Появление мостов и связанной с ними инфраструктуры снижает уровень бедности за счет увеличения торговли, оживления предпринимательства и снижения цен на товары, а также улучшения условий жизни населения. Благодаря строительству мостов население обслуживается машинами скорой помощи, полицией, пожарными, спасателями, ремонтно-строительными службами. Развитая сеть мостов позволяет распространять медицинские и образовательные услуги в ранее недоступных районах.

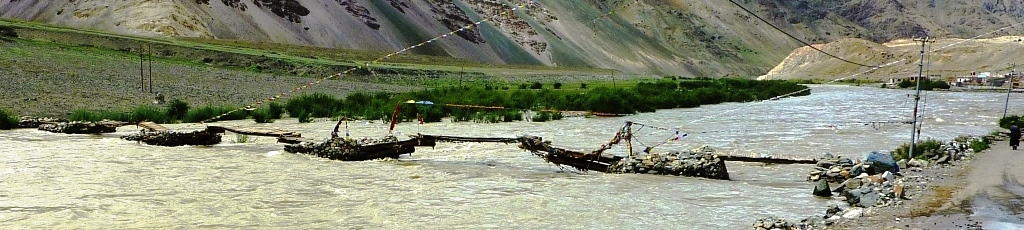
Сезонный мост к северу от Джиспы в Химачал-Прадеше, Индия.

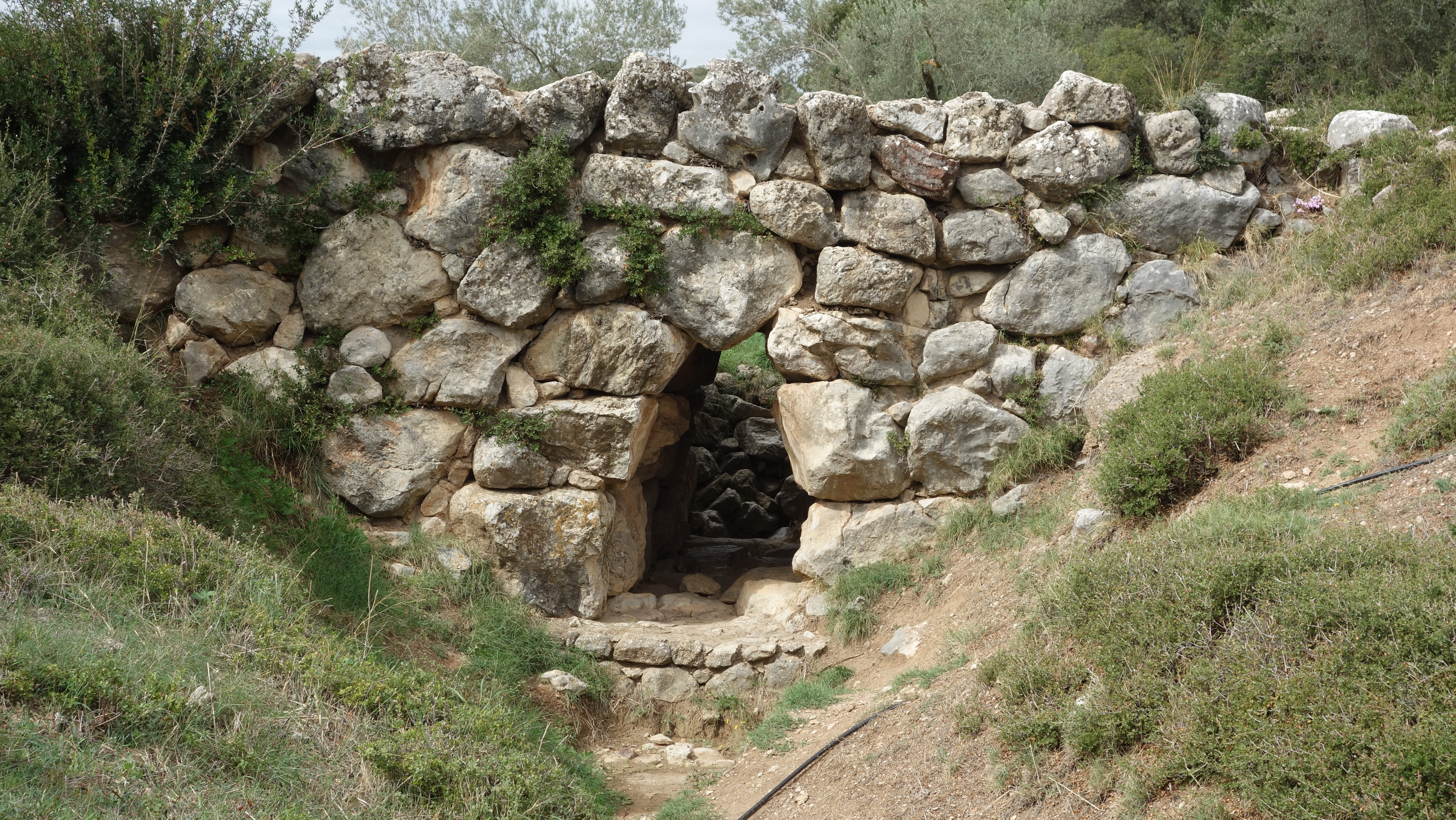
Микенский арочный мост Аркадико (XIII век до н. э.) — возможно, старейший в мире.

## История строительства мостов
Практически у всех древних народов, оставивших какие-либо письменные памятники, встречаются слова, обозначающие мост. Археологами обнаружены остатки некоторых каменных мостов эпохи мегалита, выполненных в виде сводчатых арок.
Однако самыми первыми мостами служили упавшие случайно поперёк ручья стволы деревьев, по которым звери и охотники, переходили с одного берега на другой, не намокнув в холодной воде. Затем люди стали специально валить деревья, ошкуривать брёвна, укладывать их над рекой и скреплять их между собой.

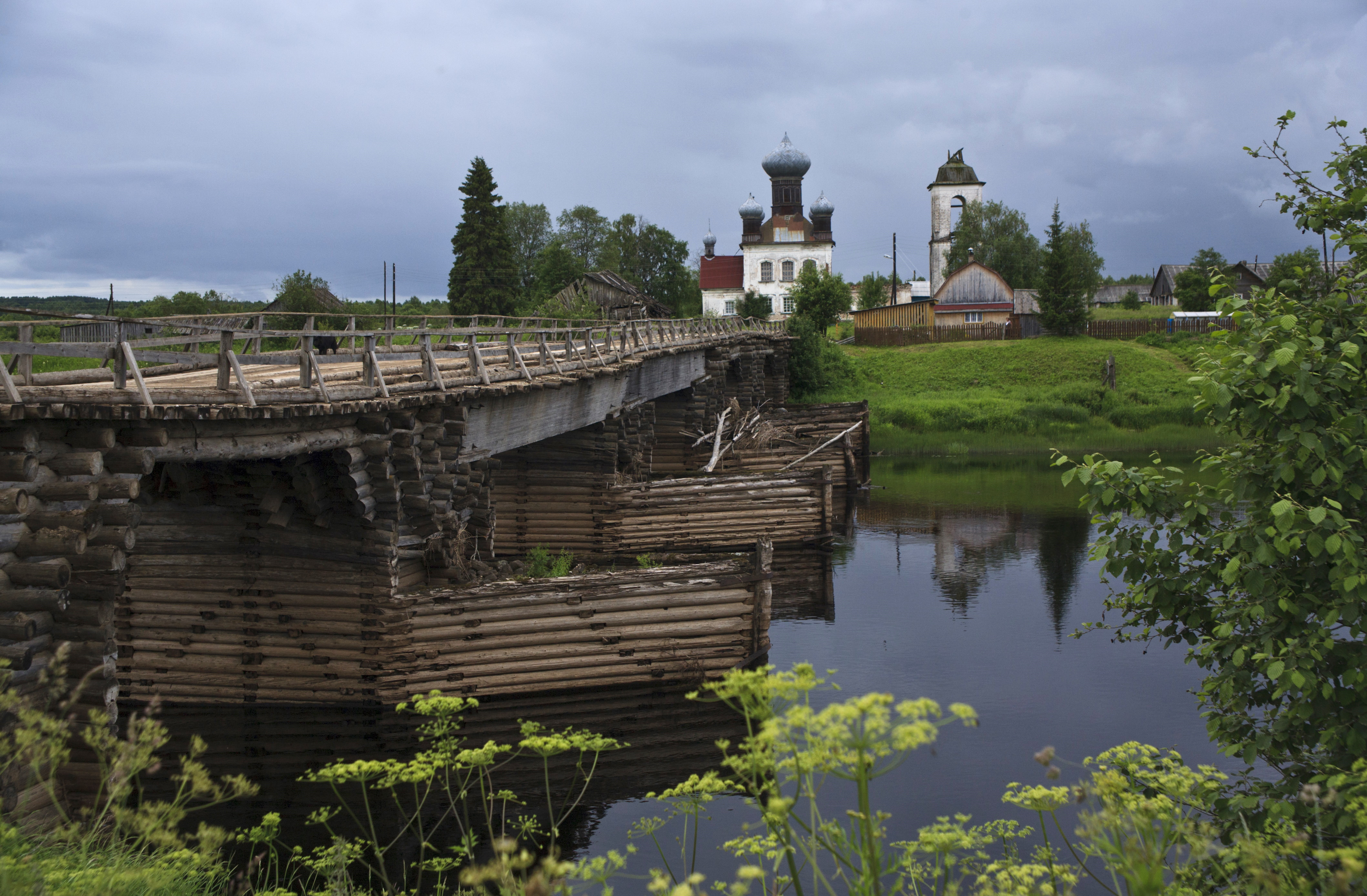
Ряжевый мост через речку Кена.

Потом древние изобретатели догадались связывать брёвна, плавающие на поверхности воды, в плоты, и выстраивать их от одного берега реки до другого берега в единый наплавной мост. Позже вместо брёвен стали использовать лодки с просмолёнными бортами.

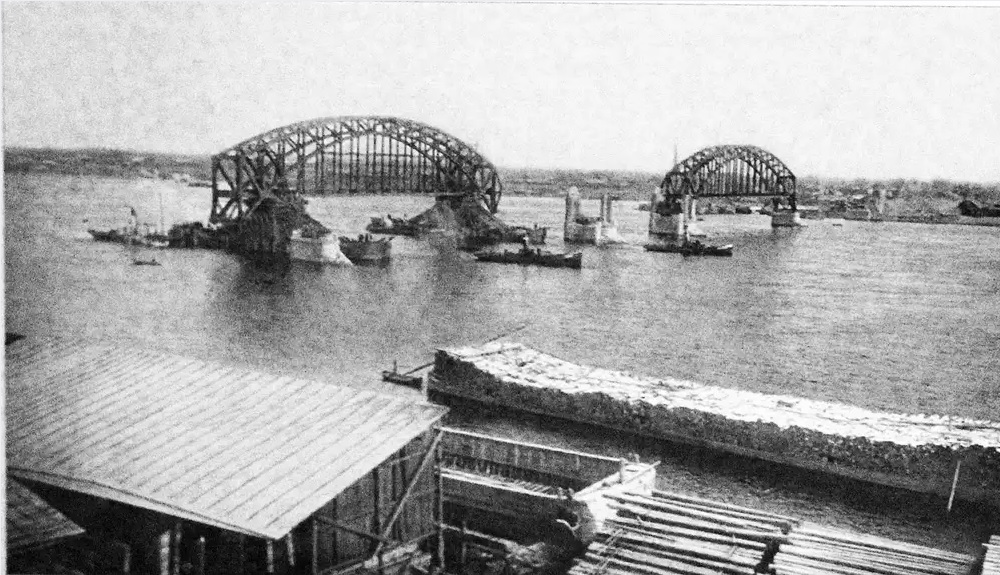
Строительство Финляндского моста.

Поскольку наплавные мосты вскоре намокают и тонут, а также разрушаются бурным течением реки и ледоходом, то для более долговечного моста древние люди придумали опускать на дно реки большие бревенчатые ящики-срубы (ряжи), внутрь их засыпать камни, а выступающие из-под воды соседние вершины опор соединять длинными брёвнами.
Где весеннее половодье ежегодно подмывает рыхлые берега и уносит в реку деревья, или где производится молевой сплав древесины, плавающие на поверхности воды деревья могут застрять между ряжами моста и перекрыть мощное течение реки, которое может сломать мост. Поэтому расстояние между соседними ряжами (островками-опорами моста) приходится делать больше длины деревьев, однако для более длинных пролётов необходимо сооружать сложную прочную несущую конструкцию. Чтобы удлинённое перекрытие моста не ломалось под тяжестью пешеходов и транспорта, его балки подпирают распорками, или скрепляют с другими брёвнами, образующими с балками единый жёсткий каркас или пространственную ферму мостового пролёта между соседними опорами.

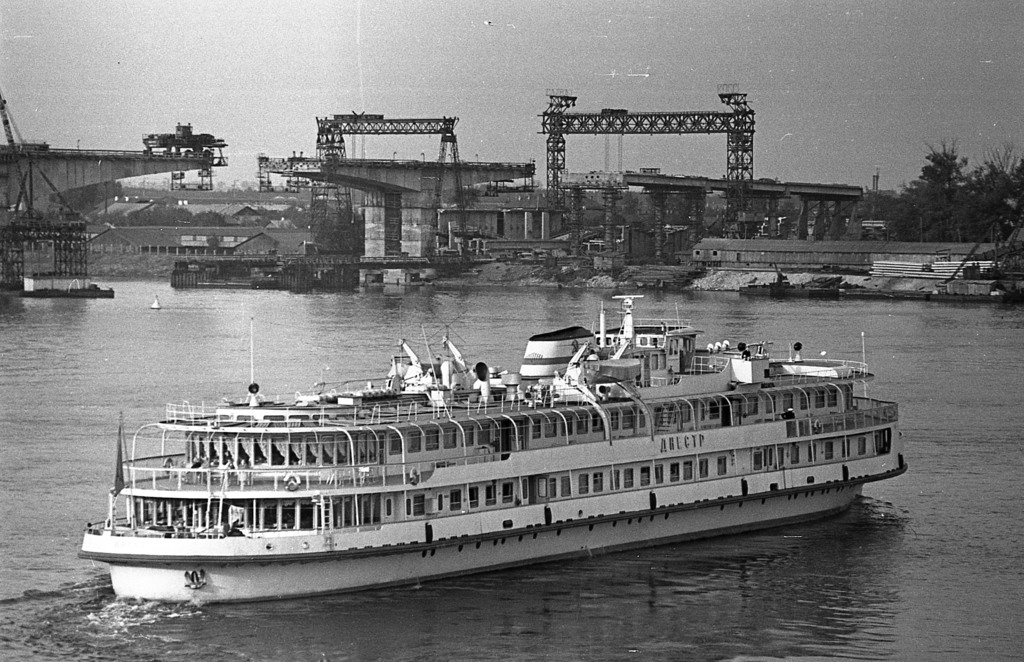
Строительство Октябрьского моста.

Кроме установки ряжей, античные умельцы приспособились вбивать в дно реки деревянные сваи, на вершинах которых затем устанавливать мостовые пролёты. Поскольку глубины водных преград и толщина ила на дне бывают достаточно большими, обычные брёвна для свай наращивали, последовательно соединяя несколько брёвен стык в стык с помощью патрубков и хомутов. Сваи под опоры моста погружались не одиночными, а группами, пространство внутри которых заполнялось камнями, с образованием поперёк реки цепи островков, по форме заострённых против течения реки. Помимо вертикально погружённых, некоторые сваи погружались в речное дно с наклоном, придавая всей конструкции моста больше жёсткости.
Когда требовалась ещё бо́льшая длина пролёта, по краям моста стали строиться высокие башни-опоры, между которыми протягивались прочные цепи или канаты (позже стальные тросы), на которые затем подвешивались пролёты висячих или вантовых мостов. Подвесные мосты из лиан появились в джунглях. В Индии до XXI века выращиваются живые корневые мосты из воздушных корней каучуконосного фикуса народами кхаси и джантийа. В средневековых европейских крепостных замках над рвом перед единственными воротами функционировали подъёмные разводные мосты.

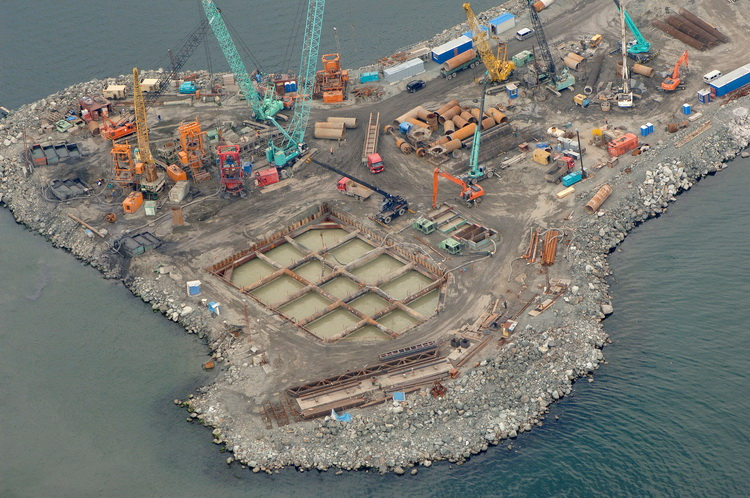
Строительство фундамента опоры моста через бухту Золотой Рог во Владивостоке.

## Приоритеты при возведении мостов
Мост предпочтительно сооружать в месте наименьшего расстояния между противоположными берегами реки, ручья или ущелья, что существенно облегчает процесс создания любого моста. Для уменьшения расстояния между берегами реки и, следовательно, размеров моста, на мелководье поперёк реки, пролива или залива, может насыпаться дамба или плотина, а более дорогостоящая конструкция пролёта моста сооружаться только над оставшимся сравнительно небольшим глубоким участком фарватера реки для обеспечения протока воды и прохода кораблей.
Для противостояния напору разрушительного весеннего ледохода, мост часто располагают сразу после поворота реки, чтобы огромные льдины, набравшие по течению воды опасную скорость, по инерции ударялись, разбивались или упирались бы, в изгиб берега, а не в опоры моста.
С развитием металлургии и появлением железнодорожного и автомобильного транспорта, размеры и стоимость мостов существенно возросли. Появились новые технологии создания мостов.

## Подготовительные работы
Сооружение моста начинается с комплексного инженерного и инженерно-геодезического изыскания, в котором проводится всестороннее изучение участка реки, выбранного для строительства моста, обычно с минимальным расстоянием между противоположными берегами реки, пролива, залива или водохранилища. При возможности, это расстояние ещё более сокращают путём создания искусственной насыпи навстречу к противоположному берегу. В этом случае, для беспрепятственного протока воды и для судоходства, земснарядом углубляют фарватер (тальвег), над которым сооружается высокий пролёт моста.
Экономически выгодно использовать имеющиеся природные острова, которые позволяют уменьшить длину сложных и дорогостоящих пролётов строящегося моста. На отмелях могут насыпаться искусственные острова и по ним прокладываться дорога, либо возводятся только опоры моста. Однако чаще место строительства каждой опоры определяются оптимальной длиной пролёта будущего моста, независимо от глубины реки или пролива.
На строительных площадках возле строящихся мостов возникают вахтовые рабочие посёлки и даже целые заводы по изготовлению отдельных конструкций, крупных элементов и блоков моста.

## Сооружение свайного фундамента опоры моста
Опоры моста могут находиться как на берегу, так и под водой, соответственно, к ним применяются разные способы их сооружения. Усовершенствование их конструкций и изобретение новых форм и материалов для них — распространённое явление.
При сооружении свайного моста удаётся снизить затраты на подводные и некоторые береговые земляные работы. В настоящее время вместо прежних деревянных свай, используются различные виды стальных, железобетонных, асбестобетонных и пластиковых свай. Сваи могут вбиваться (вибромолотом), либо погружаться в заранее пробуренные отверстия, либо вкручиваться (винтовые сваи) в дно реки специальным вращателем-сваекрутом. Винтовые сваи более прочно удерживаются под землёй и способны выдержать на себе не только одновременный проезд многих тяжёлых автомобилей-грузовиков, но и удары огромных плывущих льдин при сильном весеннем ледоходе.
Под поверхностью воды вершины остановленных соседних свай объединяют железобетонным ростверком, который служит фундаментом опоры моста и своим острым углом, направленным против течения реки, призван колоть большие льдины при ледоходе.

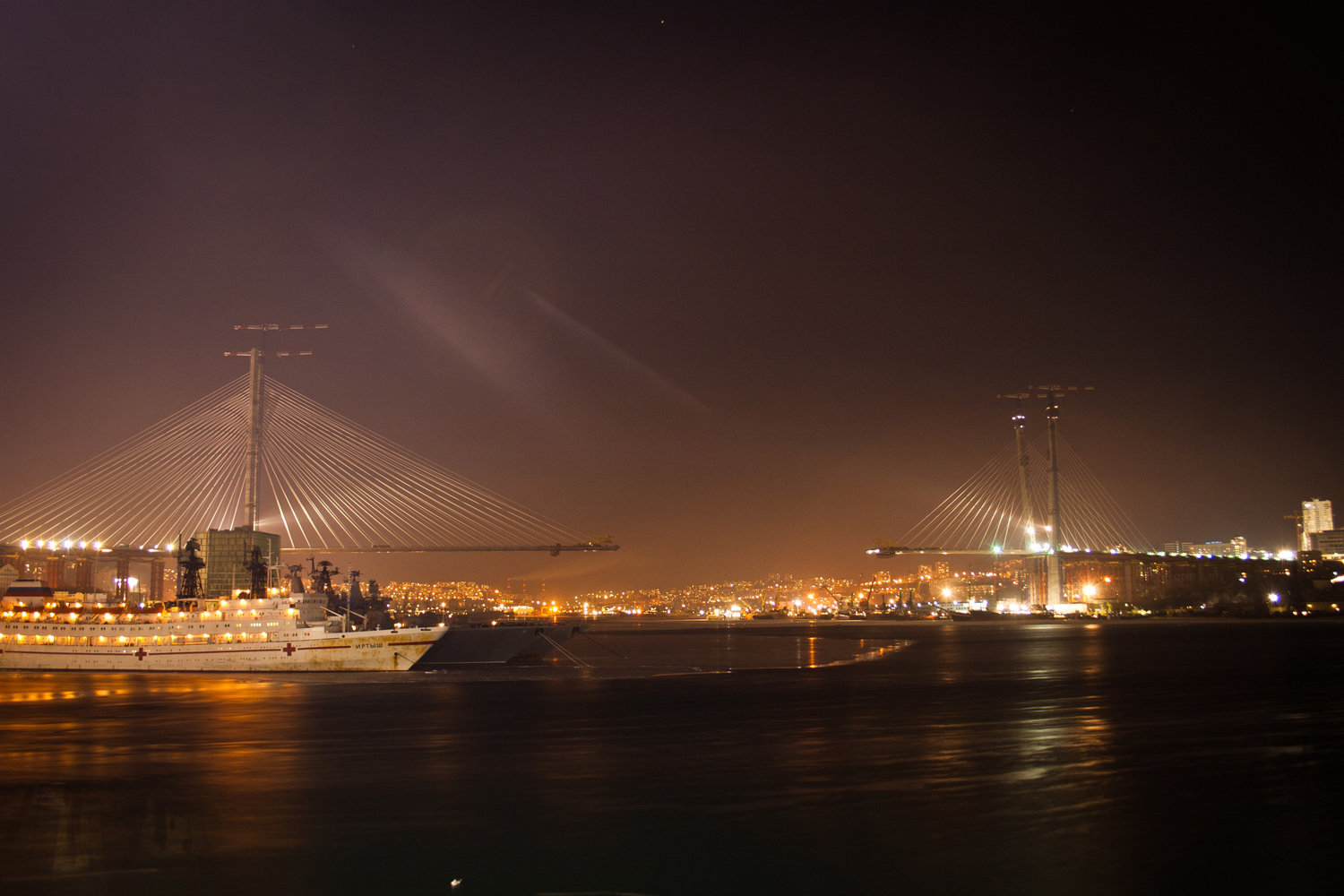
Строительство Золотого моста.

## Кессонные работы
Однако при строительстве мостов использование свай не всегда эффективно. Для свай дно водной преграды может быть, как слишком твёрдым — каменистым или находиться в зоне многолетней мерзлоты, так и наоборот, слишком рыхлым — с очень глубоким слоем ила, в котором сваи не удерживаются. В этом случае, в качестве опоры строящегося моста, на дно реки опускают кессон — большой водонепроницаемый короб, внутри которого изготавливают каркас из стальной арматуры и затем заполняют всю внутренность кессона бетоным раствором. Чтобы весенний ледоход не разрушил опору моста, кессону-опалубке придают заострённую форму ледоруба, обращённого против течения реки. Современные кессоны и железобетонные технологии распространились в конце XIX века и заменили собою прежние деревянные ряжи, утапливаемые при заполнении камнями.
Перед тем как опустить кессон под воду, дно реки, где предполагается возводить опору моста, желательно предварительно очистить земснарядом от слоя рыхлого ила. В твёрдый грунт дна реки желательно установить сваи для закрепления погружаемого кессона и фундамента возводимой опоры моста. Каркас из арматуры может сооружаться либо внутри кессона, либо отдельно на берегу, откуда затем перемещается и опускается во внутрь кессона на дно реки. Арматура, заливаемая бетоном, может быть не только стальной, но и стеклопластиковой, не подверженной коррозии от воды.
В некоторых случаях фундаменты мостовых опор бетонируют без кессонов, используя специальный цемент, быстро затвердевающий под водой.

## Сооружение пролётов
На подготовленных опорах моста устанавливают пролёты. Способы сооружения пролётов зависят от формы моста.
Распространёнными, экономичными и быстро возводимыми являются балочные мосты из предварительно напряжённого железобетона. Для балочного моста балку изготавливают отдельно на берегу. Затем её ставят на специальные салазки и от опорной балки стапеля толкают по пути скольжения силовыми гидроцилиндрами пока своими концами балка не соединит вершины двух соседних мостовых опор, возвышающихся над водой. Часто толкается целая вереница мостовых пролётов. Поскольку под своей тяжестью конец передней балки неизбежно провисает, к нему крепится аванбек, позволяющий по наклонной приставного торца балки плавно подняться ей на вершину впереди стоящей опоры. По окончании надвижки, из-под балок вынимают салазки, балки выравнивают и окончательно закрепляют на опорах и между собою заклёпками, винтовыми соединениями (болтами), сваркой, иногда бетонированием, а поверх балок укладывают дорожное полотно.
Некоторые собранные на берегу балки и фермы очень тяжёлые, и при их толкании могут повредить опоры моста. Поэтому под них для транспортировки заводят полузатопленные баржи-понтоны. Когда из понтонов откачивают воду, они всплывают, поднимая ферму-пролётное строение (часто в виде арки). Затем понтоны с погруженной на них фермой буксируют к готовым опорам, на вершины которых домкратами поднимают и закрепляют эту ферму. Все многочисленные металлические детали конструкции из защищают от коррозии специальными покрытиями.
При очень большой длине пролётов между опорами, чаще всего строят висячие или вантовые мосты. В этих случаях на каждую опору надстраивают по одному высокому пилону, чтобы на их вершины опереть два параллельных троса или каната, концы которых потом закрепить к земле оттяжками. К этим тросам-канатам подвешивается всё пролётное строение, части которого по частям подвозятся по воде, поднимаются на расчётную высоту над водою и выстраиваются в единое дорожное полотно или тротуар для пешеходов.

## Понтонные мосты
Создание мостов происходит медленно и очень затратно. Поэтому, для временных переправ, грунтовых дорог в малозаселённой местности, при некоторых авариях, в военное время, при ликвидации последствий стихийных бедствий или во время ремонта постоянных мостов, через несудоходные водные преграды практикуется сооружение понтонных мостов из подвозимых на автомобилях (или транспортируемых по воде) плавающих однотипных звеньев моста, соединяемых на воде между собою в единую цепь между берегами.
При отсутствии поблизости специального понтонного парка, от берега до берега выстраивают в ряд множество одинаковых по размеру плавающих средств (лодки, баржи, пустые цистерны, закупоренные с обоих торцов широкие трубы, подсушенные и пропитанные отработанным машинным маслом (для уменьшения намокания в воде) брёвна из лёгких пород деревьев), связывают их друг с другом канатами, и поверх них устраивают дорожный настил. С поверхности этого настила не должны выступать плохо закреплённые доски и гвозди под тяжестью проезжающих по нему тяжёлых грузовиков. Для противодействия течению используют якоря, а на мелководье — бревенчатые упоры в дно.
Понтонный мост не является надёжной конструкцией, и по нему допускается только замедленный проезд, и только лёгкому транспорту. Перед наступлением же холодов, понтонный мост должен быть разобран, иначе весной он может быть разрушен ледоходом или же перекрыть бурное течение реки и вызвать губительное затопление талой водой всей округи (наводнение, паводок, половодье).

## Мосты в горах
Бурные горные реки обычно неширокие. Чтобы избежать опасных камнепадов, лавин и селей, угрожающих как самому мосту, так и расходящимся от моста дорогам, сначала производят взрывные работы. Затем бульдозером разгребают завалы, пододвигая пригодные крупные валуны к месту сооружения опор будущего моста. Некоторые камни распиливаются и обтёсываются перед тем, как соорудить из них возвышение под основание опоры. Для большей надёжности, в оставшееся пространство между этих камней заливается бетон. Поверх забетонированных каменных глыб в фундаментах обеих опор моста сооружается единый каркас, конструкции распорок и облегающей его опалубки из стальной арматуры в виде изогнутого полукругом арочного свода, который также бетонируется. После затвердевания бетона, опалубка снимается, а временные строительные леса (если они использовались) разбираются.